# هوسسكو
هوسسكو هي قرية في بلدية ليجسك، داخل مقاطعة ليجسك، في محافظة بودكارباتسكي، جنوب شرق بولندا. تقع القرية على بُعد 11 كيلومترًا (7 أميال) تقريبًا من غرب مدينة ليجسك، و33 كيلومترًا (21 ميلًا) من شمال شرق العاصمة الإقليمية جيشوف.